# Holotrichia sororia
Holotrichia sororia är en skalbaggsart som beskrevs av Moser 1912. Holotrichia sororia ingår i släktet Holotrichia och familjen Melolonthidae. Inga underarter finns listade i Catalogue of Life.